# Ciudad de Salford
Salford es una ciudad situada en el noroeste de Inglaterra, en el área metropolitana de Mánchester, también conocida como Gran Mánchester en Reino Unido. Es capital del distrito homónimo. El establecimiento más grande del municipio es Salford, a través del cual obtuvo el estatuto de ciudad.

## Ubicación
Salford está situada en un meandro del río Irwell, que forma su frontera natural al este con Mánchester. Junto con otras localidades cercanas, Salford es parte del distrito de Salford, administrado desde la cercana Swinton. En 2006, su población era de 72.750 personas. El municipio contaba con 218.000 habitantes.